# Райниш, Карл
Карл Райниш (нем. Karl Reinisch, 1921 — 2007) — немецкий инженер-электрик и профессор техники управления в Техническом университете Ильменау. Под его руководством в Техническом университете Ильменау была разработана прочная основа автоматизации и системных технологий кибернетики. На протяжении многих лет работал в Международной федерации по автоматическому управлению.

## Биография
Получил аттестат зрелости в 1940 и следующие пять лет участвовал во Второй мировой войне. В период с 1946 по 1950 изучал электротехнику со специализацией в области сверхнизкого напряжения в Техническом университете Дрездена, работая с Генрихом Баркхаузеном и Георгом Мирделем. Последний убедил заняться разработкой систем управления. Сразу после окончания учёбы стал научным сотрудником, позже «оберассистентом» (заместителем руководителя) по общей электротехнике, а между 1951 и 1953 получил должность преподавателя теоретической электротехники в университете. Дальнейший опыт преподавания в области техники управления он получил в Магдебурге, где формировался институт техники управления.
Диссертация в 1957 на тему оптимизации циклов управления считается первой диссертацией по технике управления в ГДР. В том же году Академия наук ГДР создала должность специалиста по технике управления в Дрездене. Принял должность руководителя отдела «Elektrische Regelungssysteme» (электрических систем управления). Другими отделами были «Nichtelektrische Regelungssysteme» (неэлектрические системы управления) и «Schaltsysteme» (комбинационные / последовательные схемы) (руководитель: Зигфрид Пильц).
В 1960 назначен в Высшую школу электротехники Ильменау, где на факультете сверхнизкого напряжения разработал новую область техники управления. В 1965 закончил хабилитацию в Техническом университете Дрездена и в том же году был назначен профессором Технического университета Ильменау. В рамках реформы высших учебных заведений в 1968 инициировал объединение четырёх институтов во вновь созданную кафедру технической и биомедицинской кибернетики. Руководил созданным им Институтом техники управления и факультетом автоматического управления, возникшим из него в 1968, до своего ухода из академической карьеры в 1986. В 1970-х начал преподавать и исследовать динамику и моделирование экологических систем, в 1987 Дрезденский технический университет наградил степенью почётного доктора за его достижения.
После выхода на пенсию продолжал заниматься научной деятельностью. В 1995 стал действительным членом Академии благотворительных наук в Эрфурте. До 1996 продолжал читать лекции в Институте автоматизации и системных технологий Технического университета Ильменау. Участвовал в подготовке ряда профессоров: Михаэль Рот, Райнер Мюллер, Юрген Вернштедт, Манфред Гюнтер, Татьяна Ланге, Ян Лунце, Гюнтер Штайн, Йозеф Шпонер, Ульрих Энгманн, и другие.
Организовывал экуменические мероприятия по философским и религиозным вопросам. Скончался 24 января 2007 после продолжительной и тяжёлой болезни, в возрасте 85 лет.

## Публикации
- Кибернетические основы и описание непрерывных систем. «Энергия», 1978.